# Claus Wiese
Claus Wiese, född 1 mars 1924 i Lillestrøm, död 7 september 1987 i Maine, USA, var en norsk skådespelare.

## Filmografi
- 1946 – Englandsfarare
- 1947 – Sankt Hans fest
- 1948 – Kampen om atombomben
- 1949 – Kärleken segrar
- 1949 – Kärlek blir din död
- 1951 – Kvinnan bakom allt
- 1951 – Dei svarte hestane